# 西拝戸町
西拝戸町（にしはいとちょう）は、愛知県瀬戸市古瀬戸連区の町名。丁番を持たない単独町名である。

## 地理
- 瀬戸市の中央部に位置する[8]。西を東洞町・王子沢町・古瀬戸町、北を東古瀬戸町・馬ケ城町・東拝戸町・赤津町、東を西窯町・東明町・小空町、南を新明町・太子町・東町と隣接している[8]。
- 丘陵地と丘陵地斜面からなり、保育園や公民館などの公共施設がある[8]。
- 当地から現在の豊田市藤岡地区まで、1924年（大正13年）から1935年（昭和10年）頃まで尾三索道が通じていた[9]。

### 河川
- 拝戸川（瀬戸川支流） ： 町の北部を西流している。
- 北拝戸川（拝戸川支流） ： 町の北東端、東古瀬戸町との境を西流し、拝戸川に注ぎ込んでいる。

- 拝戸川（西拝戸町内）
- 北拝戸川（西拝戸町・東古瀬戸町境）
- 拝戸川と北拝戸川の合流点

### 学区
市立小・中学校に通う場合、学区は以下の通りとなる。また、公立高等学校普通科に通う場合の学区は以下の通りとなる。
| 番・番地等 | 小学校                 | 中学校                 | 高等学校 |
| ---------- | ---------------------- | ---------------------- | -------- |
| 全域       | 瀬戸市立にじの丘小学校 | 瀬戸市立にじの丘中学校 | 尾張学区 |

## 歴史

### 町名の由来
町名設定の際、旧瀬戸村字拝戸の西方にあることから名付けられたと推察される。

### 沿革
- 1942年（昭和17年）1月9日 - 瀬戸市大字瀬戸字拝戸の一部により、同市西拝戸町として成立[2]。

## 世帯数と人口
2025年（令和7年）2月1日現在の世帯数と人口は以下の通りである。
| 町丁     | 世帯数 | 人口 |
| -------- | ------ | ---- |
| 西拝戸町 | 35世帯 | 68人 |

### 人口の変遷
国勢調査による人口の推移
| 1995年（平成7年）  | 127人 | [ 12 ] |  |
| 2000年（平成12年） | 117人 | [ 13 ] |  |
| 2005年（平成17年） | 112人 | [ 14 ] |  |
| 2010年（平成22年） | 110人 | [ 15 ] |  |
| 2015年（平成27年） | 83人  | [ 16 ] |  |
| 2020年（令和2年）  | 76人  | [ 17 ] |  |

### 世帯数の変遷
国勢調査による世帯数の推移。
| 1995年（平成7年）  | 40世帯 | [ 12 ] |  |
| 2000年（平成12年） | 43世帯 | [ 13 ] |  |
| 2005年（平成17年） | 40世帯 | [ 14 ] |  |
| 2010年（平成22年） | 40世帯 | [ 15 ] |  |
| 2015年（平成27年） | 31世帯 | [ 16 ] |  |
| 2020年（令和2年）  | 38世帯 | [ 17 ] |  |

## 交通

### 鉄道
町内に鉄道は走っていない。最寄り駅は、名鉄瀬戸線尾張瀬戸駅になる。

### バス
名鉄バス「本地ヶ原線」
- 【10】瀬戸駅前 - 古瀬戸 - 赤津 系統 ： 金剛院前バス停・赤津口バス停（瀬戸駅前方面乗り場）

- 金剛院前バス停
- 赤津口バス停

### 道路
愛知県道212号窯元東古瀬戸線 ： 町の北部・北端部を東西に走っている。

## 施設
- 瀬戸市立古瀬戸保育園[8] ： 1956年（昭和31年）に開園し、1983年（昭和58年）に園舎を改築[18]。障害児保育にも対応している[19]。2023年（令和5年）4月1日現在の園児数は52人、職員数は6人[20]。
- 瀬戸市立赤津保育園[8] ： 1953年（昭和28年)に開園し、1971年（昭和46年）に現在地に移転する[21]。2006年（平成18年）に休園となり[22]、2025年2月現在も休園中。
- 瀬戸市古瀬戸公民館[8] ： 町の北西部にある。1980年（昭和55年）竣工[22]。生涯学習に対応する活動を推進し、住民生活の向上に寄与することを目標に運営[23]。
- 瀬戸市東明公民館[8] ： 町の北東部にある。1981年（昭和56年）竣工[22]。三世代交流を深め、地域の輪を図ることを目標に運営[24]。

- 瀬戸市立古瀬戸保育園
- 瀬戸市立赤津保育園
- 瀬戸市古瀬戸公民館
- 瀬戸市東明公民館

## その他

### 日本郵便
- 郵便番号 : 489-0848[6]（集配局：瀬戸郵便局[25]）。